# Chrysops dacne
Chrysops dacne är en tvåvingeart som beskrevs av Philip 1955. Chrysops dacne ingår i släktet Chrysops och familjen bromsar. Inga underarter finns listade i Catalogue of Life.